# نايل سات 104
نايل سات 104 هو الاسم التجاري للقمر الصناعي الأوروبي Atlantic Bird 4A في الفترة من (2009 - 2011) المملوك من طرف المجموعة الأوروبية للأقمار الصناعية يوتلسات، وقد بدأ استخدام هذا الاسم من طرف الشركة المصرية للأقمار الصناعية نايل سات بعد إبرامها لاتفاقية تجارية مع المجموعة الأوروبية والتي بموجبهما تم نقل القمر الصناعي AB4A إلى الموقع 7 درجات غرباً حيث يوجد في الخدمة القمرين الصناعيين المصريين نايل سات 101 و102، .
كان يقوم هذا القمر الصناعي برفقة القمرين الصناعيين المصريين باستغلال الموضع 7° غرباً لبث موجات القنوات التلفزيونية والراديو والبيانات الرقمية لأكثر من 150 مليون فرد متواجد في الشرق الأوسط وشمال أفريقيا وجزء من جنوب أوروبا، مع دخول القمر الصناعي المصري الثالث نايل سات 201 الخدمة أواخر 2010.